# La Trinité-de-Réville
La Trinité-de-Réville ist eine französische Gemeinde mit 244 Einwohnern (Stand 1. Januar 2022) im Département Eure in der Region Normandie.

## Geografie
La Trinité-de-Réville liegt in Nordfrankreich in der Landschaft Pays d’Ouche in der Südwestecke des Départements Eure am Zusammenfluss von Charentonne und Guiel, 64 Kilometer südöstlich von Le Havre, 14,2 Kilometer südwestlich von Bernay, dem Sitz der Unterpräfektur des Arrondissements, und 4,4 Kilometer südwestlich von Broglie, dem Hauptort des Gemeindeverbands Canton de Broglie, auf einer mittleren Höhe von 176 Metern über dem Meeresspiegel. Die Mairie steht auf einer Höhe von 186 Metern. Nachbargemeinden von La Trinité-de-Réville sind La Chapelle-Gauthier im Nordwesten, Chamblac im Nordosten, Saint-Agnan-de-Cernières im Süden und Montreuil-l’Argillé im Südwesten. Das Gemeindegebiet hat eine Fläche von 1115 Hektar.
Die Gemeinde ist einer Klimazone des Typs Cfb (nach Köppen und Geiger) zugeordnet: Warmgemäßigtes Regenklima (C), vollfeucht (f), wärmster Monat unter 22 °C, mindestens vier Monate über 10 °C (b). Es herrscht Seeklima mit gemäßigtem Sommer.

## Geschichte
Der antike Weg von Bernay nach Saint-Evroult-Notre-Dame-du-Bois verlief durch das Gemeindegebiet von La Trinité-de-Réville. Laut Auguste Le Prévost wurden außerdem undatierte Schlacken und Reste von Gebäuden gefunden, weshalb es Schmieden im Ort gegeben haben muss. Im Jahre 1050 wurde die Ortschaft als Roilvilla erstmals urkundlich erwähnt. Ernest Nègre listet den Ortsnamen als „nichtrömisch“ und zitiert Marie-Thérèse Morlet. Nach Morlet ist der Ortsname aus dem germanischen Namen Rodilo und Villa zusammengesetzt und bedeutete demnach ‚Landgut des Rodilo‘.
| Jahr | Einwohner |
| ---- | --------- |
| 1793 | 265       |
| 1806 | 334       |
| 1841 | 221       |
| 1846 | 597       |
| 1851 | 374       |
| 1861 | 442       |
| 1896 | 327       |
| 1901 | 266       |
| 1911 | 375       |
| 1982 | 233       |
| 1999 | 188       |
| 2010 | 259       |

Ursprünglich hieß die Ortschaft Reville. 1793 erhielt Reville im Zuge der Französischen Revolution (1789–1799) den Status einer Gemeinde und 1801 durch die Verwaltungsreform unter Napoleon Bonaparte das Recht auf kommunale Selbstverwaltung. 1842 wurde die ehemalige Gemeinde La Trinité-Menil-Josselin eingemeindet und der Ortsname zu La Trinité-de-Réville geändert.
Im Deutsch-Französischen Krieg (1870–1871) wurde der Maréchal des logis-chef der Gendarmerie nationale am 20. Januar 1871 von deutschen Soldaten einer Vorhut in der Nähe der Kirche erschossen.

## Kultur und Sehenswürdigkeiten
La Trinité-de-Réville gehört zur römisch-katholischen Gemeinschaft Communauté du Pays d’Ouche, die Teil der Pfarrei Lieuvin Sud et Pays d’Ouche des Bistums Évreux ist. Die Kirche la Trinité-en-Ouche ist der Heiligen Dreifaltigkeit geweiht. Am Kirchenschiff ist eine Außenmauer aus dem 15. Jahrhundert erhalten, die ein Schachbrettmuster aus dunklem Feuerstein und hellem Sandstein zeigt. Der Kirchturm ist schief und neigt sich zum Chor. In der Kirche gibt es drei 1955 als Monument historique (‚historisches Denkmal‘) klassifizierte Flachreliefs. Zwei der Reliefs tragen Jahreszahlen, 1586 beziehungsweise 1608, das Dritte entstand gegen Ende des 16. Jahrhunderts. Der Künstler Jacques Hamel war Pfarrer der Gemeinde la Trinité-en-Ouche.

## Wirtschaft und Infrastruktur
Im Jahr 2009 waren 9,9 Prozent der Erwerbstätigen in der Gemeinde beschäftigt, die anderen waren Pendler. 14,4 Prozent der Arbeitnehmer waren arbeitslos.
Der nächstgelegene Bahnhof befindet sich in Bernay und ist 14,2 Kilometer entfernt. Der nächste Flughafen ist der 51,3 Kilometer entfernt liegende Flughafen Deauville in Saint-Gatien-des-Bois.
Auf dem Gemeindegebiet gelten kontrollierte Herkunftsbezeichnungen (AOC) für Pont-l’Évêque-Käse, Calvados, Pommeau de Normandie und Camembert de Normandie sowie geschützte geographische Angaben (IGP) für Schweinefleisch (Porc de Normandie), Geflügel (Volailles de Normandie) und Cidre (Cidre de Normandie und Cidre normand).

## Persönlichkeiten
- Jacques Villeret (* 1951 in Loches; † 2005 in Évreux), Schauspieler, lebte von 1981 bis 2004 in La Trinité-de-Réville.[11]